# Takumi Fujitani
Takumi Fujitani (藤谷 匠 Fujitani Takumi?, nacido el 6 de diciembre de 1995 en Hyogo) es un futbolista japonés que juega como defensa.
En 2018, Fujitani se unió al FC Gifu de la J2 League.

## Trayectoria

### Clubes
| Club    | País  | Año    |
| ------- | ----- | ------ |
| FC Gifu | Japón | 2018 - |

## Estadística de carrera

### J. League
| Club    | Año   | J. League | J. League | Copa J. League | Copa J. League | Total | Total |
| Club    | Año   | Part.     | Goles     | Part.          | Goles          | Part. | Goles |
| ------- | ----- | --------- | --------- | -------------- | -------------- | ----- | ----- |
| FC Gifu | 2018  | 0         | 0         | -              | -              | 0     | 0     |
| FC Gifu | 2019  | 19        | 0         | -              | -              | 19    | 0     |
| Total   | Total | 19        | 0         | 0              | 0              | 19    | 0     |